# Şəmkir Futbol Klubu
Il Şəmkir Futbol Klubu era una squadra di calcio azera della città di Şəmkir.
Fondata nel 1959, la squadra ha conosciuto il suo miglior momento a cavallo dell'anno 2000, quando sono arrivati 2 titoli nazionali consecutivi.
La società è stata sciolta nel 2005.

## Palmarès

### Competizioni nazionali
- Campionato azero: 3

1999-2000, 2000-2001, 2001-2002

### Altri piazzamenti
- Campionato azero:

Secondo posto: 1998-1999, 2003-2004
Terzo posto: 1997-1998
- Coppa d'Azerbaigian:

Finalista: 2001-2002, 2003-2004
Semifinalista: 1998-1999

## Statistiche

### Partecipazione alle competizioni UEFA
| Stagione  | Torneo                | Turno                | Nazione              | Club               | Andata | Ritorno | Totale |
| --------- | --------------------- | -------------------- | -------------------- | ------------------ | ------ | ------- | ------ |
| 1999-2000 | Coppa UEFA            | Preliminare          | Ucraina (bandiera)   | Kryvbas Kryviy Rih | 0-2    | 0-3     | 0-5    |
| 2000-01   | UEFA Champions League | 1° preliminare       | Lettonia (bandiera)  | Skonto Riga        | 4-1    | 1-2     | 5-3    |
|           |                       | 2° preliminare       | Rep. Ceca (bandiera) | Slavia Praha       | 1-4    | 0-1     | 1-5    |
| 2001-02   | UEFA Champions League | 1° preliminare       | Galles (bandiera)    | Barry Town         | 0-1    | 0-2     | 0-3    |
| 2004-05   | Coppa UEFA            | Turno qualificazione | Georgia (bandiera)   | Tbilisi            | 1-4    | 0-1     | 1-5    |